# Karl Asplund

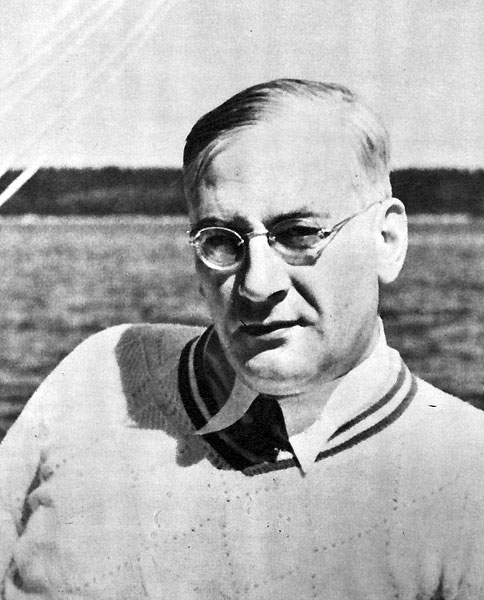
Karl Asplund

Karl Asplund (Södermanland, 27 de abril de 1890-Estocolmo, 3 de abril de 1978) era un escritor e historiador artístico sueco galardonado con el Premio Dobloug en 1955.